# Friedrichshafen G.III
El Friedrichshafen G.III (designación de fábrica FF.45) fue un bombardero pesado diseñado y construido por Flugzeugbau Friedrichshafen. Fue usado por el Luftstreitkräfte (Servicio Aéreo Imperial Alemán) durante la Primera Guerra Mundial en operaciones de bombardeo táctico y estratégico limitado. Tras el final de la guerra, cierta cantidad de bombarderos Friedrichshafen fue convertida en aviones de transporte, mientras que una pequeña cantidad entró en servicio como aviones comerciales.

## Desarrollo
El anterior G.II allanó el camino para el mayor y más potente G.III, que entró en servicio a principios de 1917. Aunque se parecía al G.II, el G.III era más largo y poseía mayor envergadura, lo que obligó a sus diseñadores a aumentar el número de soportes interplanares a tres pares a cada lado del fuselaje. Las experiencias operacionales del G.II revelaron una tendencia del avión a capotar durante los aterrizajes, con consecuencias fatales para el artillero de morro y posiblemente también para el piloto. Los ingenieros de Friedrichshafen solventaron este problema equipando al G.III con una rueda auxiliar montada debajo el puesto del artillero de morro. El G.III también usaba motores de seis cilindros más potentes Mercedes D.IVa de 190 kW (260 hp). La potencia extra aumentó la capacidad de carga de bombas, permitiendo que el avión cargara hasta 1000 kg, aunque reduciendo severamente el alcance operacional. En la práctica, la carga de bombas más pesada raramente excedía los 600 kg. Parte de la carga de bombas podía llevarse internamente, pero la mayor parte se llevaba en soportes externos desmontables, consistiendo normalmente en bombas P.u.W, pero también se podían llevar municiones especializadas, como las minas aéreas. Durante la producción, se realizaron modificaciones en la serie G.III que resultaron en otras dos subvariantes.
| Constructor       | G.III | G.IIIa |
| ----------------- | ----- | ------ |
| Friedrichshafen   | 309   | ~100   |
| Daimler           | 160   | 70     |
| Hansa-Brandenburg | 75    | ~20    |

## Historia operacional
En servicio de primera línea con el Luftstreitkräfte, la serie G.III equipó a gran parte de la fuerza de bombardeo hasta el final de la guerra. Los bombarderos de la serie G.III sirvieron principalmente en el Frente Occidental, donde fueron usados con gran efecto. Siendo el modelo de bombardero alemán más numeroso, los Friedrichshafen G.III/IIIa habrían sido responsables de gran parte del daño infringido por la fuerza de bombardeo alemana. Los bombarderos Friedrichshafen fueron usados para atacar objetivos tácticos detrás de las líneas aliadas, así como para realizar ataques estratégicos sobre centros urbanos principales como París. Por lo que se sabe, ningún bombardero Friedrichshafen de ningún tipo participó en ataques estratégicos sobre Gran Bretaña. Los mismos fueron realizados exclusivamente por bombarderos medios Gotha G.IV y G.V, bombarderos pesados Zeppelin Staaken R.IV y dirigibles Zeppelin. El G.III fue apreciado en general por sus tripulaciones militares por su capacidad de carga, fiabilidad y robustez. Los G.III/G.IIIa poseían una carga útil de 1235/1500 kg, siendo de 730 kg la del Gotha G.IV y de 1235 kg la del AEG G.IV. Estas mismas cualidades lo hicieron popular entre los operadores comerciales durante su corta carrera de posguerra como avión de transporte y comercial.
La Fuerza Aérea de Polonia capturó dos aviones alemanes en 1919, cuando realizaban vuelos de carga hasta Ucrania por encima de Polonia. Uno de ellos (G.IIIa 511/17) fue usado en combate durante la Guerra polaco-soviética de septiembre de 1920 con el 21 Escuadrón de Destructores, bombardeando, entre otros objetivos, la estación de Zhmérinka el 11 de octubre de 1920. El segundo avión (G.III 506/17) permaneció en reserva. También se compró un tercer bombardero, pero no hay información de su uso.

## Variantes

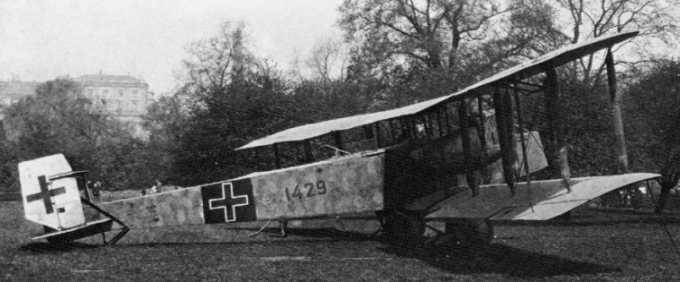
Friedrichshafen G.IIIa en exhibición en Inglaterra, después de la guerra.

La serie del Friedrichshafen G.III fue encargada en grandes cantidades a Friedrichshafen (709 encargados), Daimler (75) y Hanseatische Flugzeug Werke (280), siendo la mayor parte de estos aviones entregados antes del final de la guerra.
Friedrichshafen G.IIIa
Esta subvariante reintrodujo la unidad de cola biplano con forma de caja, que mejoraba la respuesta de control del avión cuando volaba con un motor. Otra modificación fue la instalación de una tercera ametralladora de 7,92 mm para combatir a los cazas nocturnos británicos, que a menudo atacaban a los bombardero alemanes desde debajo, donde eran difíciles de localizar, al tiempo que la silueta del bombardero era fácil de ver contra el cielo nocturno. Esta arma estaba instalada en un montaje tubular deslizable atornillado al suelo del puesto del artillero trasero, y se disparaba hacia abajo a través de un pequeño túnel inclinado recortado en el fondo del fuselaje trasero. En el último año de la guerra, el G.IIIa había reemplazado al G.III en la línea de producción.
Friedrichshafen G.IIIb
Hacia el final de la guerra, el G.IIIa fue modificado rediseñando el puesto del artillero, que fue conectado con la cabina del piloto por medio de un pasaje abierto.
Friedrichshafen G.IIIa(Oef) Series 54
Oesterreichische Flugzeugfabrik A.G. (Oeffag) adquirió una licencia para producir el Friedrichshafen G.IIIa para el Luftfahrttruppe austro-húngaro, pero el proyecto fue terminado antes de que comenzara la producción por el final de la Primera Guerra Mundial.
Conversiones de transporte y comerciales
Después del final de la Primera Guerra Mundial, el Gobierno alemán y, como mínimo, una aerolínea, Deutsche Luft-Reederei (DLR), operaron una flota de aviones de la serie Friedrichshafen G.III que fueron usados para transportar correo, cargas de alta prioridad y pasajeros ocasionales hacia y desde una variedad de destinos, incluyendo algunos vuelos de larga distancia hasta Ucrania. Para este propósito, un bombardero estándar, normalmente un G.IIIa o un G.IIIb, era objeto de una serie de modificaciones que iban desde el simple desarmado a instalar un rudimentario compartimiento de carga en lugar del puesto del artillero trasero. Algunos de los aviones de DLR tenían el puesto del artillero trasero reemplazado por una cabina totalmente cerrada y con ventanas. Finalmente, todas estas operaciones fueron detenidas por loa Aliados de acuerdo con el Tratado de Versalles.

## Operadores
Imperio Alemán
- Luftstreitkräfte

 Lituania
- Fuerza Aérea Militar Lituana: dos aviones, de los que se informó que uno (No. 236) estaba volando en 1920-1923.[9]

 Polonia
- Fuerza Aérea de Polonia: 2 o 3 aviones, usados durante la guerra polaco-soviética de 1920.[7]

 Suecia
- Fuerza Aérea Sueca

## Especificaciones (G.III)
Referencia datos: Flugzeugbau Friedrichshafen GmbH

### Características generales
- Tripulación: Tres
- Longitud: 12,7 m (41,5 ft)
- Envergadura: 23,9 m (78,2 ft)
- Altura: 4,1 m (13,6 ft)
- Superficie alar: 95 m² (1022,6 ft²)
- Peso vacío: 2371 kg (5225,7 lb)
- Peso cargado: 3795 kg (8364,2 lb)
- Planta motriz: 2× motor lineal de 6 cilindros refrigerado por agua Mercedes D.IVa.
  - Potencia: 190 kW (262 HP; 258 CV) cada uno.
- Hélices: 1× propulsora bipala de paso fijo por motor.

### Rendimiento
- Velocidad máxima operativa (Vno): 140 km/h (87 MPH; 76 kt)
- Alcance: 525 km (283 nmi; 326 mi) aprox.[nota 3]
- Techo de vuelo: 4500 m (14 764 ft) [1]

### Armamento
- Ametralladoras: 

  - 2-3x Parabellum MG 14 de 7,92 mm (normalmente)
- Bombas: Cualquier combinación de bombas P.u.W de 12,5 kg, 50 kg, 100 kg, 300 kg o 1,000 kg o minas aéreas, hasta una carga máxima de 1000 kg

## Aeronaves relacionadas

### Aeronaves similares
- Gotha G.V
- AEG G.V

### Secuencias de designación
- Secuencia FF._ (interna de Friedrichshafen): ← FF.41 - FF.43 - FF.44 - FF.45 - FF.46 - FF.48 - FF.49 →
- Secuencia G._ (bombarderos biplano bimotor armados del Idflieg, para Friedrichshafen): G.I - G.II - G.III - G.IV - G.V - G.VI